# Chantada
Chantada è un comune spagnolo di 9 014 abitanti situato nella comunità autonoma della Galizia.